# Ehemaliger Ratssteinbruch Dölzschen

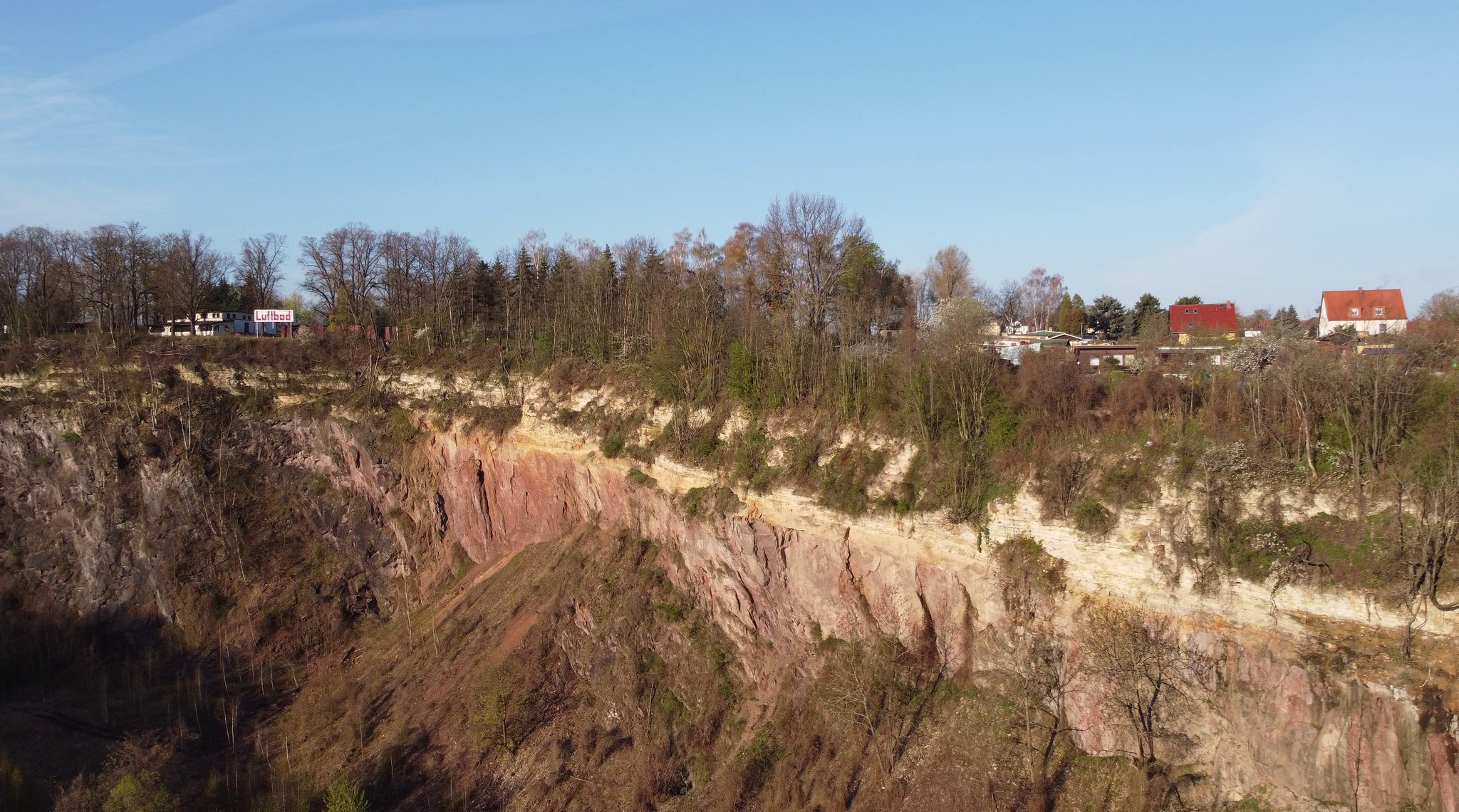
Der Ratssteinbruch im Frühjahr 2022

Als Ehemaliger Ratssteinbruch Dölzschen benannt ist ein 2,1 Hektar großes geologisches Naturdenkmal (ND 23) des Plauenschen Grunds im Süden der sächsischen Landeshauptstadt Dresden. Es befindet sich im Stadtteil Dölzschen auf einem Teil des früheren Ratssteinbruchs an der Tharandter Straße. Auf der gegenüberliegenden Seite von Straße und Weißeritz erhebt sich der ebenfalls geschützte Felskegel „Hoher Stein“, von dem sich ein guter Eindruck von der Geologie des Ratssteinbruchs ergibt.

## Geschichte
Bereits in früheren Jahrhunderten bestanden im Plauenschen Grund Steinbrüche zur Gewinnung von Baumaterial für die umliegenden Orte. Im 19. Jahrhundert stieg der Bedarf durch Bevölkerungswachstum, Industrialisierung und dem damit verbundenen Ausbau der Straßen zu Chausseen. Der Forsthausbruch, gegenüber dem damaligen Forsthaus und nahe der Hegereiterbrücke gelegen, kam 1872 in den Besitz der Stadt Dresden und wurde mit dem weiter flussabwärts liegenden Ratssteinbruch vereinigt, der zu weiten Teilen auf Löbtauer Flur lag und in seinem nördlichen Teil den Dölzschener Bienertpark bildet. Als letzter der Steinbrüche des Plauenschen Grundes blieb der Dölzschener Ratssteinbruch noch bis in die 1960er Jahre in Betrieb.

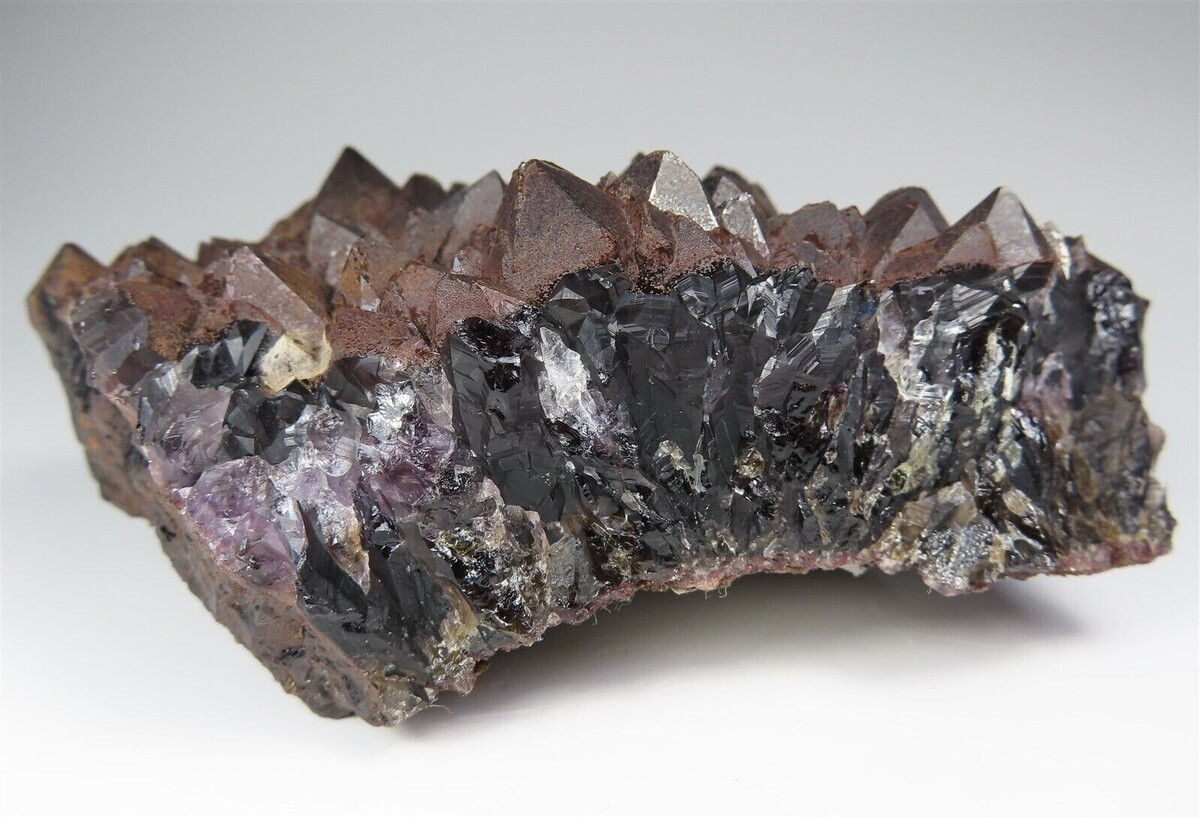
Diese in den 1920er Jahren in einer Blasenhöhle entdeckte Amethystvarietät erhält durch die Verwachsung mit Rauchquarz und aufliegenden Hämatithäutchen ein sehr dunkles Aussehen. Die spezielle Färbung, ein charakteristischer, fast ölig zu nennender Glanz und die schiere Seltenheit machen den ´Schwarzen Amethyst´ zu einer der gesuchtesten sächsischen Spezialitäten.

Der historische Verlauf der Abbruchkante in den Grund ist noch heute bekannt und sichtbar, sie endete ursprünglich direkt am orographisch linken Weißeritzufer zwischen der Brücke in Altplauen und der Hegereiterbrücke, das als Uferkante heute noch besteht. Das durch den Steinbruchbetrieb zwischenzeitlich ausgebrochene Talstück führte dazu, dass die im Plauenschen Grund verlaufende Straße (heute: Tharandter Straße) – die bis dahin nur auf dem rechten Weißeritzufer möglich war –, 1921 einschließlich der Straßenbahntrasse in den heutigen Verlauf verlegt werden konnte. Nach 1945 wurde der Ratssteinbruch bis zu seiner Stilllegung bis zu der noch heute sichtbaren südlichen Auskolkung am nach 1990 errichteten Straßentunnel vorangetrieben, im Bereich des Luftbades Dölzschen wurde er bis zur maximal möglichen Abbruchkante, die ohne dessen Betrieb zu gefährden, möglich war, ebenfalls abgebaut.
Am 3. Januar 1985 fasste der Rat der Stadt Dresden einen Beschluss zur Unterschutzstellung von Naturdenkmalen. Darunter waren mit den Nummern 19 bis 23 fünf Geologische Naturdenkmale enthalten: Oltersteine, Bruchwände und Muschelfelsen Coschütz, Felskegel „Hoher Stein“, Plänermergelaufschluß Ziegeleigrube Torna und der Ehemalige Ratssteinbruch Dölzschen. Die angegebene Kurzcharakteristik zu letzterem betont die „[a]ufgeschlossene Überdeckung des karbonischen Syenodiorites durch Ablagerungen des Kreidemeeres in Form einer marinen Transgression; im obersten Teil anstehender plattig brechender Pläner mit Fossilien des Oberkreidemeeres“. Darüber befindet sich eine nacheiszeitliche Lößlehmauflage.

## Geologie
Mineralogisch bekannt wurde der Ratssteinbruch durch den Fund des sogenannten „schwarzen Amethystes“ eines großem Hohlraumes in einer Quarz-Baryt-Calzit Kluft, wo auf blättrigem rotem Baryt eine 4 cm starke Schicht von Amethyst aufgewachsen war. Dieser Amethyst geht zur Spitze der Kristalle hin, in Rauchquarz über, wobei die Kristallspitzen zusätzlich noch mit Eisenoxiden überkrustet sind und beinahe „Schwarz“ aussehen.
Relativ häufige Carbonatdrusen im Syenit bargen große Calcite in mannigfaltiger Ausprägung und Farbe. Aufgewachsen waren häufiger sattelförmige Aggregate beigefarbenen bis braunen Siderits, die hahnenkammartig Flächen bedeckten. Bekannt sind auch große, strahlige Kristallstöcke von grünlichem Aragonit. Aus der Gruppe der Silikate ist das bekannteste Mineral dieser Lokalität der Titanit. Dieses Titansilikat kam früher in sog. „Titanitspiegeln“ vor, mit rotbraunen Kristallen besetzte Kluftflächen. Ebenfalls stellenweise gehäuft trat Allanit-(Ce) in cm-großen schwarzen Kristallen im Syenit eingewachsen auf. Epidot bildete strahlige Garben bis mehrere cm Größe auf Klüften. Berühmt war der Plauensche Grund auch für verschiedene Zeolithe. Der häufigste unter ihnen war der Laumontit, vorgekommen in rötlichen Kluftfüllungen, häufig auch in endflächenbegrenzten typischen Kristallen bis maximal 3 cm Größe.